# 激闘プロ野球 水島新司オールスターズVSプロ野球
『激闘プロ野球 水島新司オールスターズVSプロ野球』は、セガより、2003年9月11日に発売されたPlayStation 2、ニンテンドー ゲームキューブ用の野球ゲーム。また、アーケードゲーム版も同年稼動開始した。通称『激プロ』。

## 概要
- 「もしも、実際のプロ野球に、水島新司の野球漫画の選手が登場したら」というコンセプトのもと開発されており、プレイヤーが好きな選手を実在する球団に入れて活躍させることができるようになっている。また、漫画とは異なるポジションへ変更（例・山田太郎を本来の捕手ではなく投手として起用）することも可能である。一部の選手はそれを想定したかのような掛け合いやCGモデル、性能をしている。実際、高校時代に投手を務めていた漫画選手は変化球を覚えているなど投手仕様の能力設計もされている。
- ゲーム内では漫画内の登場選手同士の掛け合いが行われることがある（試合開始前の投手同士・試合開始前の投手と捕手・打席ごとの打者と投手・投手交代時・交代後の投手と捕手）。
- 実在選手データは2003年シーズン開幕時の物を使用。ポリゴン使用だが、実在選手と架空選手とではグラフィックが異なっている。架空選手に対してはトゥーンシェイド方式を採用。
- 「悪球打ち」「秘打・白鳥の湖」などの特殊打法や、「死神ボール」「ドリームボール」などの魔球も再現されている。これは実在選手でも、「気合」として使用可能。
- アーケード版では｢激闘カード｣にポイントをためることによって、オリジナル選手の作成やオリジナルチームの作成ができるようになっている。
- 実況は一貫して太田真一郎が担当した。

## 水島新司オールスターズ
本作に登場する選手の内、アニメ版が存在する作品のキャラクターについては、アニメ放送当時の担当声優がほぼそのまま起用されている。ただし、一部は新規の声優が起用された。
☆：アニメ当時から変更された声優。

### 『ドカベン』
山田 太郎（やまだ たろう）：02
声 - 田中秀幸
ドカベンの主人公。球界一の大打者。捕手。西武に入団。
岩鬼 正美（いわき まさみ）：05
声 - 玄田哲章
悪球打ちを得意とするスラッガー。ゲームではストライクゾーンのカーソルが極端に小さく（この状態でも全く打てない仕様ではない）、ゾーン外だと大きくなる仕様。打撃音がすさまじい。三塁手。ダイエーに入団。
殿馬 一人（とのま かずと）：04
声 - 肝付兼太
「白鳥の湖」や「G線上のアリア」など、数々の「秘打」を繰り出すバッター。音楽の天才。二塁手。オリックスに入団。他の選手と比べても極端にストライクゾーンが小さい仕様。
里中 智（さとなか さとる）：01
声 - 神谷浩史☆
さとるボールやスカイフォークなどの変化球を使う投手。「小さな巨人」の異名をとる。ロッテに入団。
微笑 三太郎（ほほえみ さんたろう）：07
いつでも笑顔のスラッガー。左翼手。巨人に入団。
土井垣 将（どいがき しょう）：02
声 - 森功至
山田達の1年上の先輩。日本ハムに入団。
坂田 三吉（さかた さんきち）：01
声 - 千葉繁☆
近鉄に入団。
中 二美夫（あたる ふみお）：01
2年時の夏で山田を5打席連続敬遠したことで有名。ヤクルトに入団し、リリーフとして活躍。
犬飼 小次郎（いぬかい こじろう）：01
犬飼3兄弟の長男。
犬飼 武蔵（いぬかい たけぞう）：03
犬飼3兄弟の次男。
犬神 了（いぬがみ りょう）：01

影丸 隼人（かげまるはやと）：01

不知火 守（しらぬい まもる）：01

土門 剛介（どもん ごうすけ）：01

#### 『ドカベン プロ野球編』
瓢箪 駒吉（ひょうたん こまきち）：02

蔵 獅子丸（くら ししまる）：440
声 - 大竹宏
西武にドラフト8位で入団。当初は大砲として期待されたが、弱点の変化球を克服できず伸び悩む。その後投手への転向が功を奏し、ストッパーとして定着。
不吉 霊三郎（ふきつ れいざぶろう）：09
声 - 中井和哉
酒造専門の大学からオリックスに入団。出場するだけで不可解なアクシデントやハプニングが頻発することで恐れられている。

### 『大甲子園』
犬飼 知三郎（いぬかい ちさぶろう）：01
犬飼3兄弟の3男。

### 『野球狂の詩』
岩田 鉄五郎（いわた てつごろう）：18
声 - 納谷悟朗
札幌華生堂メッツの監督兼投手。70歳を過ぎても現役の「球聖」。
水原 勇気（みずはら ゆうき）：91
声 - 山崎和佳奈☆
札幌華生堂メッツコーチ兼投手。プロ野球初の女性選手。左のアンダースローで、「ドリームボール」を駆使する。
火浦 健（ひうら けん）：90

王島 大介（おうしま だいすけ）：98
声 - 井上真樹夫☆
阪神タイガース。

#### 『野球狂の詩 平成編』
岩田 武司（いわた たけし）：10
鉄五郎の孫。メッツの大砲として活躍。
国立 珠美（くにたち たまみ）：1

#### 『新・野球狂の詩』
青空 晴太（あおぞら はれた）：6
声 - 松野太紀
鉄五郎にバッティングセンターでスカウトされるという異色の経歴の持ち主。プロ入りの動機は国立珠美に一目惚れしたこと。2001年からメッツの遊撃手として活躍。

### 『ストッパー』
三原 心平（みはら しんぺい）：55

### 『あぶさん』
景浦 安武（かげうら やすたけ）：90
南海時代からホークス一筋、球界一の酒豪として知られる大ベテラン選手。
景浦 景虎（かげうら かげとら）：1

### 『男どアホウ甲子園』
藤村 甲子園（ふじむら こうしえん）：111
声 - 中井和哉☆
剛球一直線の野球どアホウ。打撃もストレートにはめっぽう強い。

### 『球道くん』
中西 球道（なかにし きゅうどう）：001
声 - 緑川光
最速163キロの剛速球が武器の投手。名前の由来は「球けがれなく道けわし」。『ドカベン プロ野球編』で再登場し、ロッテに入団した。

### 『一球さん』
真田 一球（さなだ いっきゅう）：10
声 - 松野太紀☆

### 『ダントツ』
荒木 新太郎（あらき しんたろう）：1

### 『おはようKジロー』
岡本 慶司郎（おかもと けいじろう）：1
声 - 緑川光

### 『朝子の野球日記』
櫟 朝子（あららぎ あさこ）：1

### 『光の小次郎』
新田 小次郎（にった こじろう）：1